# Kiwi Farms
Kiwi Farms, tidigare känt som CWCki Forums, är ett engelskspråkigt internetforum där användare huvudsakligen konverserar genom att lägga upp bilder. Webbplatsen består av användarskapat material i forum där skaparen fungerar som forumets administratör och moderator. Användare kommunicerar huvudsakligen anonymt.

## Historia
Kiwi Farms skapades 2007.